# Bény
Bény es una comuna francesa situada en el departamento de Ain, de la región de Auvernia-Ródano-Alpes. Pertenece a la comunidad de aglomeración del Bassin de Bourg-en-Bresse.

## Demografía
| 640 | 566 | 503 | 537 | 587 | 613 | 714 | 756 |
| Para los censos de 1962 a 1999 la población legal corresponde a la población sin duplicidades (Fuente: INSEE [Consultar]) |     |     |     |     |     |     |     |